# 貴港市圖書館
貴港市圖書館是中华人民共和国广西壮族自治区贵港市的公共图书馆，隸屬於贵港市人民政府，歸屬贵港市文化广电体育和旅游局管理，是貴港市人民政府設立的事业单位。貴港市圖書館是貴港市的地市級公共图书馆，藏有實體文獻、報刊、電子文獻等，截至2021年共藏有65.64萬份實體文獻、13.31萬份報刊與193.99萬份電子文獻，此外亦藏有191本古籍與1,195份中華民國大陸時期文獻。
貴港市圖書館是中华人民共和国文化和旅游部於2018年評定的国家一级图书馆，是當年的評估中廣西壯族自治區十所被評定為國家一級圖書館的圖書館之一。圖書館的前身是1932年（民國二十一年）1月1日成立的貴縣圖書館，並因政府機構裁併、戰亂與文化大革命等原因三度經歷館務停頓，在第三度恢復後於1988年至1989年間伴隨貴縣撤縣設市為貴港市（撤銷貴縣建制、設立貴港市）而更為現名。現館舍位於港北区民主路185號，於2012年12月18日啓用並對外開放。

## 歷史

### 中華民國大陸時期
1931年（民國二十年），經廣西省貴縣教育行政會議決議，在縣城西街廢城守署舊址（今已不存）新建貴縣圖書館館舍。1932年（民國二十一年）1月1日，貴縣圖書館正式成立，設管理員一人，由教育局年撥1,800元（銀圓）作經費之用，其中1,200元為購書費，而剩下的600元為辦公費。1933年（民國二十二年），縣教育局裁併入縣政府，館務停頓，圖書館暫遷至民眾教育館內。1934年（民國二十三年），貴縣第三次縣行政會議決議恢復貴縣圖書館，館址設於同福堂，後又遷至中山公園內。圖書館館務此後復因戰亂而第二度停頓至1949年（民國三十八年）。

### 中華人民共和國成立後
中華人民共和國成立後，貴縣文化館自1953年起兼管圖書工作，而貴縣圖書館則於1962年第二度恢復。第二度恢復的圖書館在1966年夏受文化大革命衝擊使致館務第三度停頓，館內藏書亦全部封存。红卫兵於1967年後進駐圖書館，並將圖書館作為“派性鬥爭據點”，期間館內圖書遭大舉劫毀，其中包括許多古籍。貴縣無綫電廠後又於1970年借用圖書館館舍為其廠房。1971年，貴縣革命委員會決定第三度恢復貴縣圖書館，並組織人員清理圖書，翌年又恢復圖書借閲。此後，圖書館的經費逐年增加，由第三度恢復當時的8,000元（人民币）增至1988年的2.2萬元。
為興建新的圖書館大樓，广西壮族自治区文化厅（今广西壮族自治区文化和旅游厅）與貴縣財政局（今贵港市财政局）在1984年至1985年間分別撥款10萬元與17.3萬元作建造經費。出身貴縣的历史学家罗尔纲亦於1986年把出版《困学集》的稿费全部捐献给家乡，並向贵县图书馆（即今贵港市图书馆）赠予一批专著和资料。新大樓於1987年9月30日落成啓用，而贵县图书馆亦为罗尔纲的善舉而在館內设立“罗尔纲著作专柜”。
貴縣圖書館於1988年至1989年間伴隨撤銷貴縣建制、設立貴港市的決定而更為現名。據1993年《貴港市志》所載，貴港市圖書館歸屬貴港市文化局管理。2004年，貴港市政府決定在貴港市圖書館建立貴港市文化共享工程分中心，並於次年10月撥款40萬元人民幣購置設備，11月16日正式開始運營，讀者可以在電子閲覽室查詢文化信息數據資源。

### 現館舍啓用後

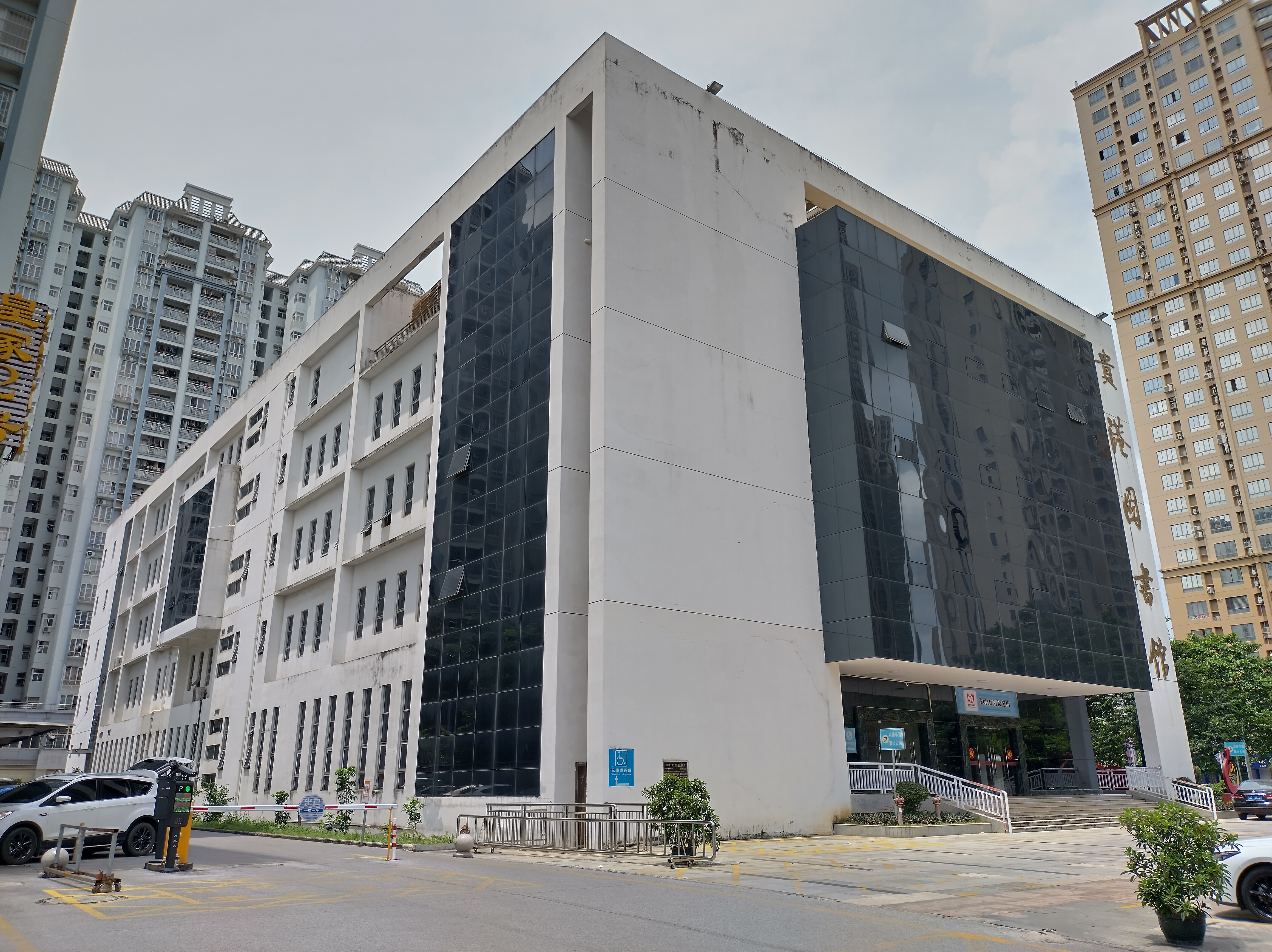
從西南方望向貴港市圖書館

2012年12月18日，貴港市圖書館現館舍啓用並對外開放。2018年，中华人民共和国文化和旅游部將貴港市圖書館評定為国家一级图书馆，是當年的評估中廣西壯族自治區十所被評定為國家一級圖書館的圖書館之一。同年10月12日，香港特別行政區政府驻广西联络处、广西壮族自治区港澳事务办公室、贵港市港澳事务办公室在图书馆联合主办“桂港合作标语创作比赛颁奖典礼”活动，並在图书馆设立“香港图书阁”，捐赠200多本香港书籍予圖書館。
由於2019冠狀病毒病疫情，贵港市图书馆于2020年1月23日紧急闭馆，取消所有线下活动，仅维持数字服务，至3月28日恢复开放部分线下服务窗口。同年6月5日至7月5日期間，貴港市圖書館向公眾徵集圖書館標誌草案，並於7月10日至20日評出獲獎作品8件，其中一等獎一件、二等獎兩件、三等獎五件，而來自浙江樂清的章云途創作的一等獎作品最終獲採納為圖書館的標誌，並自2021年的年報起始見於圖書館年報上。
2021年3月22日，貴港市首個自助圖書館、位於港北区荷城路市体育中心园区路口西侧的“荷城智慧書房”啓用，此後荷城智慧書房被視同貴港市圖書館的分館。2023年，全國圖書館參考諮詢聯盟管理中心發佈《关于2022年度全国图书馆参考咨询联盟服务先进单位、优秀服务奖的表彰决定》，贵港市图书馆以64,678条的网上文献传递量获得“2022年度全国图书馆参考咨询联盟先进单位”称号，是獲得該稱號的20所圖書館之一，而館長李燕锋本人則以63,351条的文献传递量获得“2022年度全国图书馆参考咨询联盟优秀服务奖一等奖”，是一等獎的10名獲獎人之一。

## 館舍

### 諸舊館舍
1931年（民國二十年），廣西省貴縣教育行政會議決議籌建貴縣圖書館，館舍的建築費以附加糧賦的方式籌集，並拆除城牆城磚用於建造館舍。館舍為西式建築，位於貴縣縣城西街廢城守署舊址，1993年《貴港市志》稱其為贵港市达开高级中学所在處，而貴港本地作家杨旭乐在接受《南国早报》訪問時則稱該處位於貴港市達開高級中學對面。杨旭乐在其本人講述貴港市內文化遺產的著作《话说怀城》中稱貴縣图书馆在圖書館暫遷至民眾教育館後的原址先作為贵县修志局大樓，1934年（民國二十三年）《貴縣志》修畢後又於1937年（民國二十六年）轉而成為中國國民黨貴縣黨部（下稱“縣黨部”）大樓，縣黨部又於同年创刊发行《贵县日报》（中華民國大陸時期版），直至1949年12月4日中国人民解放军進駐貴縣縣城。該處在中華人民共和國成立後，自1952年起作為貴縣（貴港市）人民印刷廠的用地。根據《南國早報》的報導，該處在2016年3月29日時已開展拆卸工程，故今已不存。
1933年（民國二十二年），貴縣圖書館暫遷至民眾教育館內。根據1934年（民國二十三年）《貴縣志》的記載，民眾教育館址原為貴縣縣城的城隍廟，於1865年（大清同治四年）最後一次重建為城隍廟，有梁廉夫重建城隍廟碑，而城隍廟於1929年（民國十八年）改建為中山紀念堂，1933年（民國二十二年）又附設民眾教育館。楊旭樂在《話說懷城》中稱民眾教育館址在中華人民共和國成立後又改作貴縣人民政府禮堂。貴縣革命委員會於1978年12月將禮堂定價13萬元轉讓給貴縣人民電影院作為專用電影放映場地，時內設座位1036個，自治區電影公司後又於1982年冬撥款20萬元進行重修，使座位增至1150個，而縣電影公司再於1988年春貸款18萬元，以在人民電影院安裝空氣調節設備。根據楊旭樂在《話說懷城》中的説法，人民電影院（即民眾教育館址）現已廢棄，並被劃入郁江北岸堤路园规划项目等待拆卸重建。
1934年（民國二十三年）貴縣第三次縣行政會議決議恢復貴縣圖書館後，其館址先設於同福堂，後又遷至中山公園內，其中同福堂位於貴港市县级市時期的人民政府大樓大門東側，而中山公園今名東湖公園。1962年貴縣圖書館第二度恢復後，其館址設於和平路650號，1971年貴縣革命委員會決定第三度恢復貴縣圖書館後沿用，樓面總面積400平方米。1987年9月30日，貴縣圖書館的新大樓落成啓用，該大樓位於廣場路，樓高5層，樓面總面積1,536平方米（建築面積约2,000平方米），設少兒、報紙、科技閲覽室、190個讀者座位、5間可容納20本書籍的書庫，以及14間用於採編、宣傳、裝訂、辦公的房間，設計藏書量20萬冊。

### 現館舍
因城市建設规划，贵港市图书馆搬迁至新开发区，2012年12月18日，貴港市圖書館現館舍啓用並對外開放。現館舍位於港北區民主路185號，是廣西壯族自治區统筹推进的重大项目，廣西壯族自治區人民政府為此投资3,250万元用於建造現館舍。現館舍樓面總面積11,349.1平方米，樓高5層，馆内主要服务设施包括阅览室、图书借阅室、读者自修室、报告厅、展览厅等，设置504个阅览席位，有计算机45台供读者使用，由于周边小学众多，贵港市图书馆的读者中有超過三分之一是少儿，图书馆的少儿借阅室面积232平方米，藏书13.6158万册，设有85个阅览席位和少儿专用微型计算机25台。現館舍在2021年已出現樓頂與外牆玻璃老化的情形，以致在雨天時多次出現漏水現象。現館舍除設有兩部升降機與兩至三道樓梯聯通各樓層，以及在所有樓層設有廁所外，具體設施列表如下：

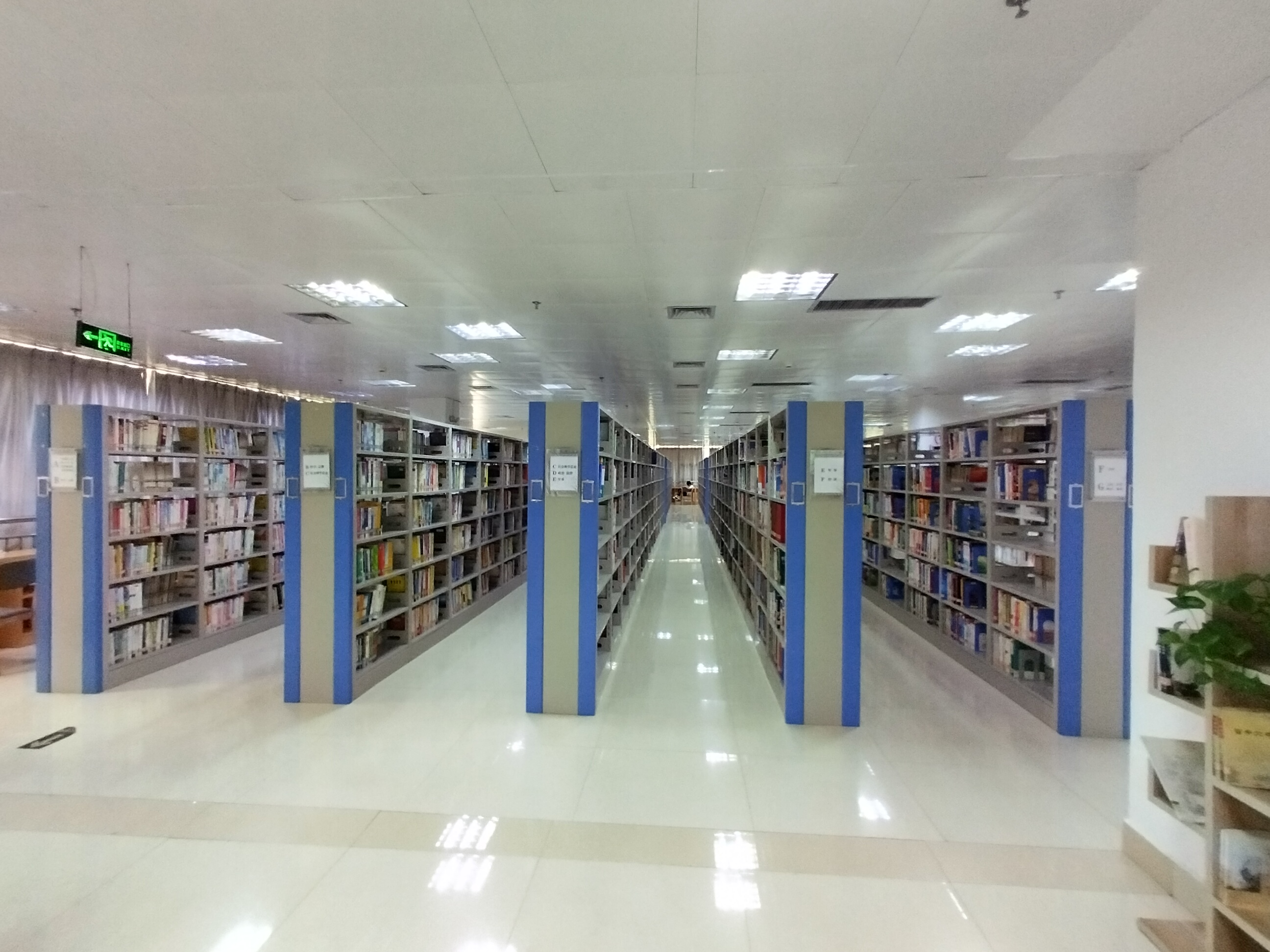
中文圖書借閲室內的A至G類書籍書架

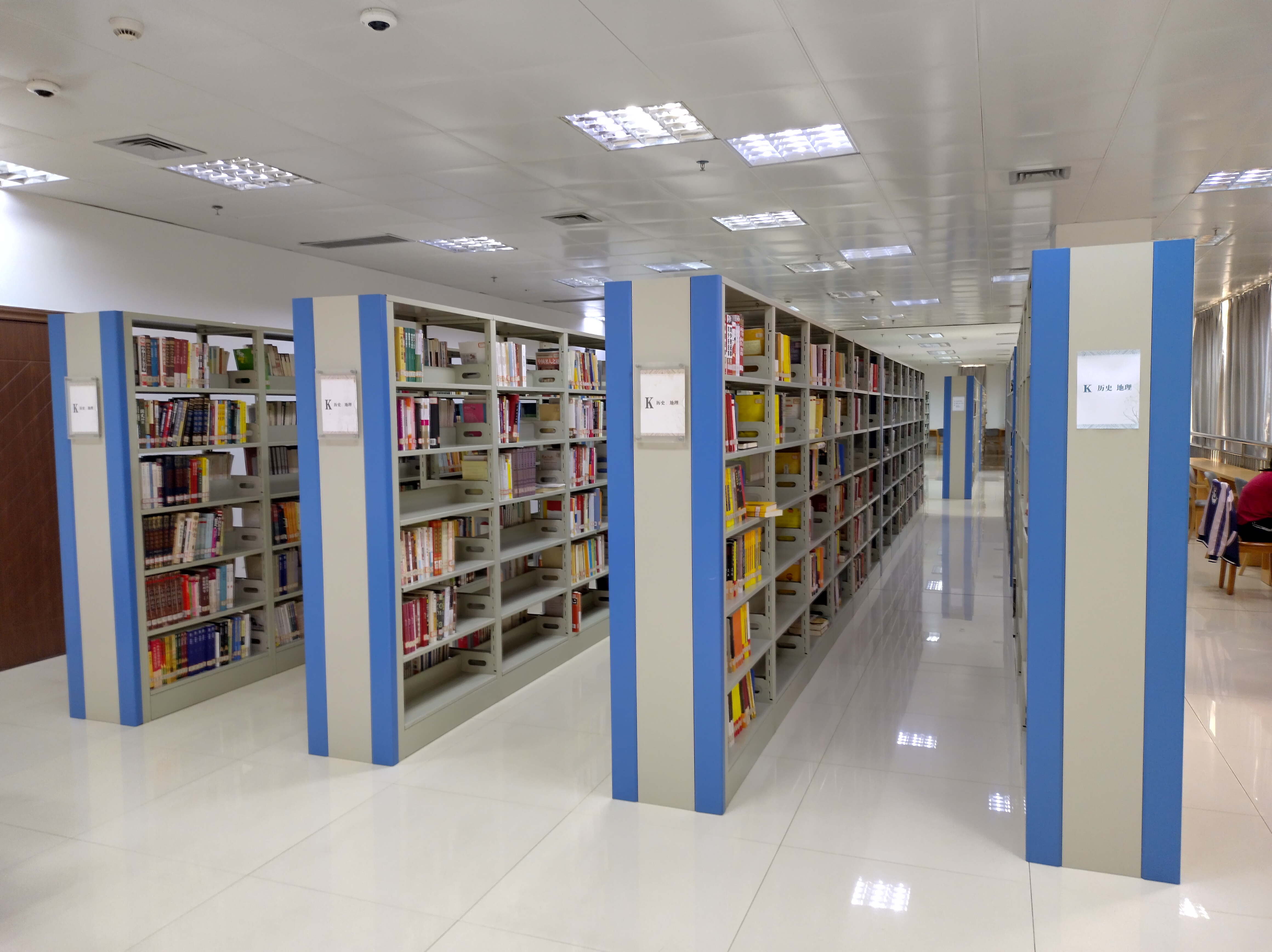
中文圖書借閲室內的K類書籍書架

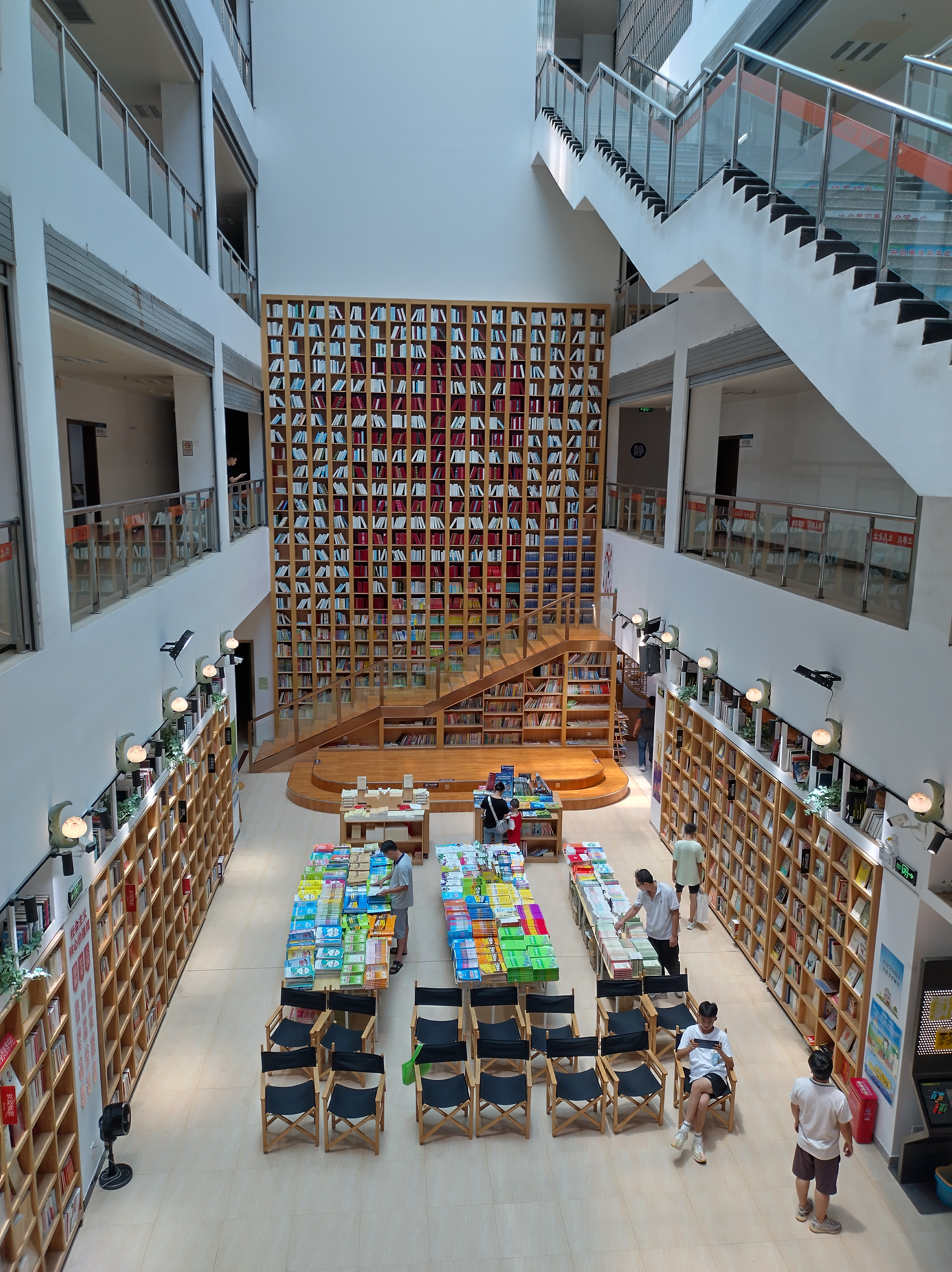
圖書館中庭與荷城書苑

| 樓層 | 設施 |
| ---- | --- |
| 5樓  | - 中国共产党黨員活動室 - 多功能廳 - 教室 - 典藏書庫3—6（共4個） - 報紙庫／密集書庫                                                |
| 4樓  | - 報刊閲覽室 - 地方文獻和工具書閲覽室 - 政府資訊公開閲覽室 - 古籍室 - 讀者自修室 - 辦公區 - 典藏書庫2                             |
| 3樓  | - 中文圖書借閲室 - 數碼資源體驗區 - 美術館 - 消毒收藏室 - 館務中心辦公室                                                          |
| 2樓  | - 少兒借閲室 - 少兒閲覽室／培訓室 - 少兒數碼資源體驗區 - 電子閱覽室／視聽室 - 讀者自修室 - 典藏書庫1                              |
| 1樓  | - （借書證）辦證諮詢處 - 少兒閲覽室 - 視障閲覽室 - “荷你悅讀”空間（24小時閲讀空間） - 香港圖書閣 - 展覽廳 - 讀者報告廳 - 荷城書苑 |

## 館藏
貴縣圖書館成立時的藏書量為1,300本，而1933年（民國二十二年）圖書館暫遷至民眾教育館當年的藏書量為2,737本。第二度恢復的圖書館在1966年藏書4萬本，但在紅衛兵進駐圖書館後減至2萬本，而在貴縣無綫電廠借用圖書館館舍為其廠房後再減少1萬多本。第三度恢復的圖書館在1989年共藏書96,364本，其中哲學類1,800本、綜合類13,864本、自然科學類25,700本、社會科學類55,000本（含文藝類44,000本），此外亦訂有報刊267份，其中報紙60份、雜誌207份。
2021年，貴港市圖書館共藏有65.64萬份實體文獻、13.31萬份報刊與193.99萬份電子文獻，並存有23.56太字节的數碼資源（其中6.54萬份實體文獻、4,012份報刊、14.19萬份電子文獻與9個、共0.69兆位元組的數碼資源為當年新增），此外亦藏有191本古籍與1,195份中華民國大陸時期文獻。

## 館務

### 館務概況

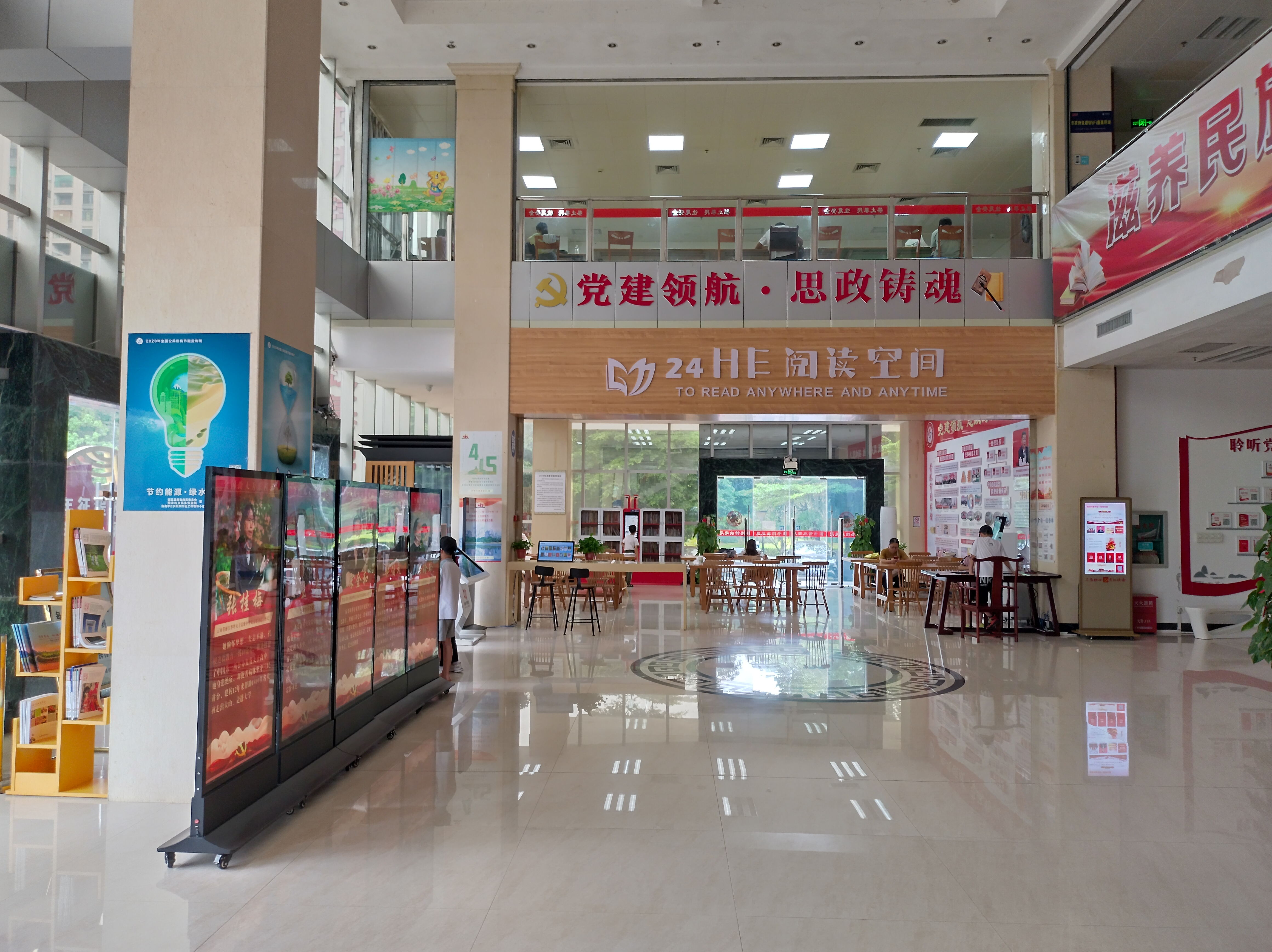
圖書館1樓的“荷你悅讀”空間

2021年，貴港市圖書館全年總流通人次達69.92萬，數碼資源總訪問量達349,558次，網絡數碼閱讀點擊量與下載量達349,558次，電子文獻下載量達17.82兆位元組，共有持證讀者57,985人（成人37,483人、少兒20,502人），外借圖書30.62萬冊次，舉辦閱讀推廣活動307次。
貴港市圖書館於每日上午9時至下午9時開放，惟1樓的（借書證）辦證諮詢處、視障閲覽室與4樓的地方文獻和工具書閲覽室、政府資訊公開閲覽室僅於每日上午9時至中午12時與下午3時至下午6時開放，荷城智慧書房於每日上午9時至下午11時開放。2023年春节前夕，贵港市图书馆在1樓开放了“荷你悅讀”24小时阅读空间，阅读空间占地80平方米，有24个阅览席位和5000余册图书，设有自助借还办证机、微型图书柜、朗读亭等自助设备，读者持借书证或个人身份证即可刷卡进入，提供自助办证、图书自助借还、自习阅读等服务。
圖書館在2021年共獲撥款679.95萬元，其中86.88萬元為文獻購置費。圖書館共有10個下設機構部門，分別是辦公室、財務室、採編部、流通部、資訊技術部、閱讀推廣部、少兒部、安全保障部、地方文獻中心部與館務服務中心。截至2021年底，圖書館共有館員20人，其中女性14人、男性6人，大學本科以上學歷者17人、中級以上職稱者18人。現任貴港市圖書館館長兼中国共产党貴港市圖書館支部書記是李燕锋，她是壮族人，於2023年當選第十四届全国人民代表大会廣西壯族自治區代表。

### 服務窗口
貴港市圖書館在其館舍的1樓設有辦證諮詢處，貴港市民凭本人有效证件原件可到办证处或自助办证机办理借书证。圖書館的借书证一证通用，可在圖書館的外借窗口或各个分馆通借通还，每张借书证可借4本图书，借期为40天，到期前可续借15天，逾期归还的圖書按每本每天0.2元收取逾期费，而每本图书的逾期费上限20元。
圖書館設有兩個借閲室與七個閲覽室，兩個借閲室分別為中文圖書借閲室（3樓）與少兒借閲室（2樓），而七個閲覽室分別為報刊閲覽室（4樓）、地方文獻和工具書閲覽室（4樓）、政府資訊公開閲覽室（4樓）、少兒閲覽室（1樓與2樓各一）、電子閱覽室（2樓）與視障閲覽室（1樓）。除此以外，圖書館在1樓設有展覽廳、讀者報告廳與「香港圖書閣」，其中「香港圖書閣」於2018年10月12日設立，藏有200多本當年捐赠予圖書館的香港书籍。

### 數碼服務

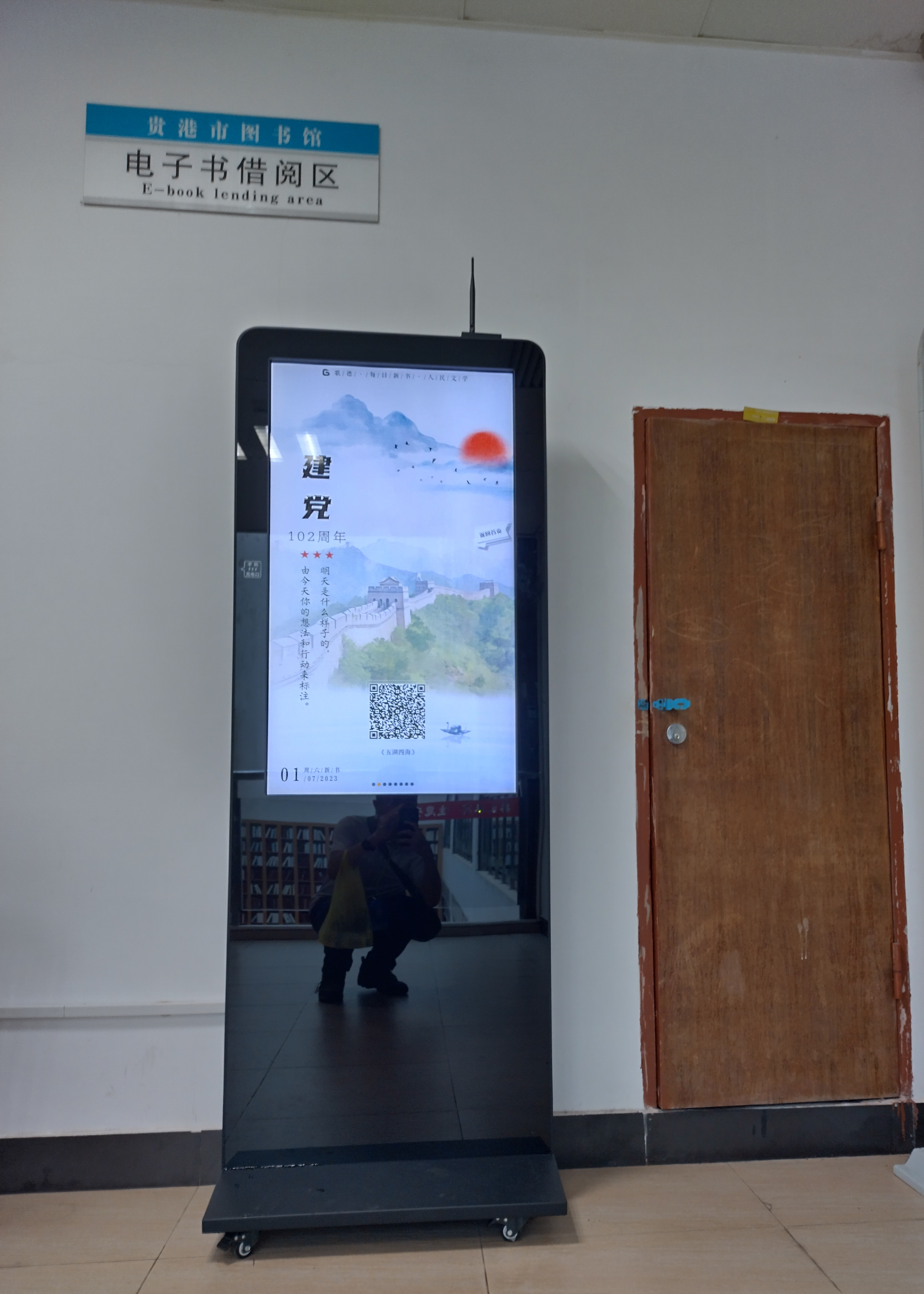
圖書館3樓的數碼資源體驗區

貴港市圖書館提供數碼文獻服務，包含23個数字资源與2個特色资源，所有資源均可經局域网與电子证访问，而圖書館也分別在館舍的3樓與2樓設置了數碼資源體驗區與少兒數碼資源體驗區。2021年，圖書館的數碼資源總訪問量達349,558次，電子文獻下載量達17.82兆位元組。还提供数字图书馆、移动图书馆、芸阅读、博看微书屋、超星读书、一网读尽、读联体平台、新语听书、中华连环画、QQ阅读等数字资源服务。此外，圖書館設置了微信（WeChat）公众号，截至2021年該公众号已有粉絲25,364人，當年發佈推文384條，閲讀量209,492次，其影響力於中国大陆各地级行政区或以上級別圖書館的公众号中長期保持於前50名內。

### 館外服務
1934年（民國二十三年）貴縣第三次縣行政會議決議恢復貴縣圖書館後，經復設的縣教育局於縣內22處設有閲報室。1966年，第二度恢復的圖書館於縣內22處設有農村圖書流通站，但在貴縣無綫電廠於1970年借用圖書館館舍為其廠房後先後癱瘓。1987年，貴縣境內共有382個農村圖書室，圖書館從1988年開始與橋圩鎮文化站圖書館聯合開展為該鎮33個專業戶傳遞科技和經濟信息的讀書致富掛鉤活動，並為蒙桐村李屋隊分期分批提供適用的各類種養資料，在該隊建立科技資料應用示範村。
2021年3月22日，貴港市首個自助圖書館、位於港北区荷城路市体育中心园区路口西侧的“荷城智慧書房”啓用，建築面積70.25平方米，此後荷城智慧書房被視同貴港市圖書館的分館。截至2021年，貴港市圖書館已建立港南区图书馆分馆與达开高級中學分馆兩所分館。2022年，圖書館又於港北区港口高級中學、新江南实验中学等6所学校建立分馆，此外又於同年先後啓用自然博物馆分馆、贵港市乡村振兴科技主题图书馆、生态环境科普主题分馆、山边旅游主题分馆共4個主题分馆。除分館外，貴港市圖書館於2021年已在机关、企事业单位、军营、学校、社区、乡村等地建立了36個馆外流通点，其中當年新建12個。还与荷城小学、华国学校、中周小学、荷城中学、貴港市高級中學等学校联合举办“世界读书日”、“读者服务宣传周”、“中华经典诵读比赛”、“道德讲堂”等活动。

### 推廣活動
贵港市图书馆于2015年3月创立读者活动品牌“荷城学堂”，主要以讲座和培训作为载体，邀请专家学者作为主讲及授课嘉宾，还借鉴《中国诗词大会》节目模式，于2020年推出阅读推广活动项目“荷城诗会”诗词竞赛活动，以“感悟诗词之美，传承中华文化”为宗旨每年举办一届，比赛分為线上初赛、线下复赛、线下决赛三個環節，報名参赛者不限年龄和職業，決賽在贵港广播电视台手机台同步视频直播，第一届决赛直播观众1.7万人次，第二届决赛直播观众9.7万人次。